# Oxyserphus pediculatus
Oxyserphus pediculatus är en stekelart som beskrevs av Townes in Townes och Henry Keith Townes, Jr. 1981. Oxyserphus pediculatus ingår i släktet Oxyserphus och familjen svartsteklar. Inga underarter finns listade i Catalogue of Life.